# 虎尾壟語

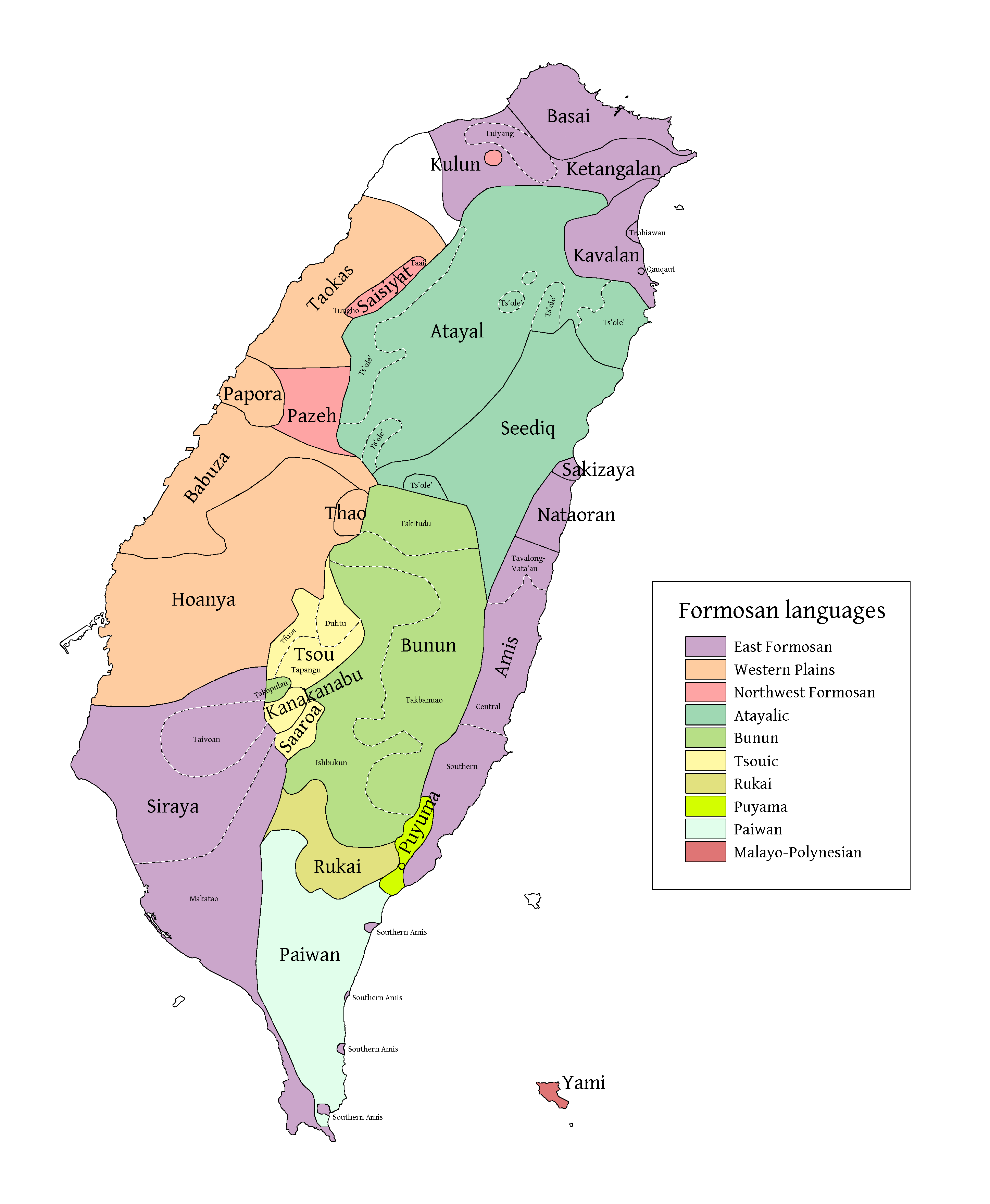
漢人遷台之前的台灣南島語言分布圖(按 Blust, 1999).東台灣"蘭嶼島(深紅色)表示為使用馬來-玻里尼西亞語族巴丹語群達悟語的區域.

虎尾壟語（Favorlang，虎尾語、費佛朗語、法佛朗語、法波蘭語、華武壟語）為台灣中部平埔原住民族巴布薩族所用的台灣南島語言，歸類在西部平原台灣南島語族下。屬於巴布薩語的一個分支。於2011年2月21日世界母語日聯合國教科文組織發表世界各地母語現況報告。在台灣部分，其中巴布薩語（費佛朗語）等8種語言，已被認定流失。

## 詞典與語料
台灣荷蘭統治時期1650年荷蘭籍傳教士吉爾伯特斯·哈帕特著有《虎尾壟語詞典》(Woord-boek der Favorlangsche taal)一書，1840年經英國籍傳教士麦都思翻譯成英語。另存有駐台傳教士(1647年－1651年)雅各·花德烈宣教師翻譯為虎尾壟語的主禱文、聖經片段、教义问答、及五篇講道詞等共19講語料。

## 音系
虎尾壟語的音系之音位大都使用適當的Unicode符號來標示。在台灣南島語的書寫系統的訂定上，元輔音之音系表原則上都是先「發音部位」(橫列)、後「發音方法」(縱列)、再考量「清濁音」，來訂定其音系之音位架構。

## 文法
在文法的分類上台灣南島語並不同於一般的分析語或其它综合语裡的動詞、名詞、形容詞、介詞和副詞等之基本詞類分類。比如台灣南島語裡普遍沒有副詞，而副詞的概念一般以動詞方式呈現、可稱之為「副動詞」，類之於俄语裡的副動詞。 虎尾壟文法分類是將基礎的文法之詞類、詞綴、字詞結構及分類法，對比分析語等之詞類分類法加以條析判別。

## 文本
本主禱文來自甘為霖《臺灣宣教之成功》(Missionary Success in Formosa)一書之第八部分(XIII)裡的第4項。

主禱文
原文：Namoa tamau tamasea paḡa de boesum, 

漢譯：我們在天上的父

原文：Ipadassa joa naán.

漢譯：願人都尊你的名為聖

原文：Ipásaija joa chachimit o ai.

漢譯：願你的國降臨

原文：Ipá-i-jorr'o oa airab maibas de boesum, masini de ta channumma.

漢譯：願你的旨意行在地上 如同行在天上

原文：Epé-e namo-no pia-dai torro uppo ma-atsikap.

漢譯：我們日用的飲食 今日賜給我們

原文：S̩o-o abó-e namo tatáaap o kakossi namoa, 

漢譯：免我們的債

原文：maibas channumma namo mabo tamasea parapies i namo.

漢譯：如同我們免了人的債

原文：Hai pásabas i namo, s̩o-o barras'i namo innai rapies ai.

漢譯：不叫我們遇見試探 救我們脫離兇惡

原文：Inau joa micho chachimit o ai, s̩o-o barr'o ai, so-o adas ai, taulaulan,

漢譯：因為國度、權柄、榮耀 全是你的 直到永遠

原文：Amen.

漢譯：阿門

## 外部連結
- 巴布薩語ISO 639-3代碼 （页面存档备份，存于）
- 虎尾壟語在《民族語》的連結
- 法波蘭--臺灣原住民歷史語言文化大辭典 （页面存档备份，存于）
- 追尋華武壟：以荷蘭文獻重構華武壟（Favorlang）民族誌 （页面存档备份，存于）
- Dictionary:  Dictionary of the Favorlang dialect of the Formosan language, by Gilbertus Happart (1650), translated from Dutch to English by W. H. Medhurst (1840).